# ریچارد پیرس برنت
ریچارد پیرس برنت (انگلیسی: Richard P. Brent؛ زادهٔ ۲۰ آوریل ۱۹۴۶) یک دانشمند اهل استرالیا است.